# Liste der Straßen, Plätze und Brücken in Hamburg-Harvestehude

Lage von Harvestehude in Hamburg und im Bezirk Eimsbüttel (hellrot)

Die Liste der Straßen in Hamburg-Harvestehude ist eine Übersicht der im Hamburger Stadtteil Harvestehude vorhandenen Straßen, Plätze und Brücken. Sie ist Teil der Liste der Verkehrsflächen in Hamburg.

## Überblick
In Harvestehude (Ortsteilnummern 313 und 314) leben 17880 Einwohner (Stand: 31. Dezember 2023) auf 2,1 km². Harvestehude liegt in den Postleitzahlenbereichen 20144, 20149 und 20253.
In Harvestehude gibt es 50 benannte Verkehrsflächen, darunter acht Brücken und ein Platz.

## Übersicht der Straßen
Die nachfolgende Tabelle gibt eine Übersicht über alle benannten Verkehrsflächen im Stadtteil sowie einige dazugehörige Informationen. Im Einzelnen sind dies:
- Name/Lage: aktuelle Bezeichnung der Straße. Über den Link (Lage) kann die Straße auf verschiedenen Kartendiensten angezeigt werden. Die Geoposition gibt dabei ungefähr die Mitte an. Bei längeren Straßen, die durch zwei oder mehr Stadtteile führen, kann es daher sein, dass die Koordinate in einem anderen Stadtteil liegt.
- Straßenschlüssel: amtlicher Straßenschlüssel, bestehend aus einem Buchstaben (Anfangsbuchstabe der Straße) und einer dreistelligen Nummer.
- Länge/Maße in Metern:
Hinweis: Die in der Übersicht enthaltenen Längenangaben sind nach mathematischen Regeln auf- oder abgerundete Übersichtswerte, die im Digitalen Atlas Nord[1] mit dem dortigen Maßstab ermittelt wurden. Sie dienen eher Vergleichszwecken und werden, sofern amtliche Werte bekannt sind, ausgetauscht und gesondert gekennzeichnet.
Bei Plätzen sind die Maße in der Form a × b bei rechteckigen Anlagen oder a × b × c bei dreiecksförmigen Anlagen mit a als längster Kante dargestellt.
Der Zusatz (im Stadtteil) gibt an, wie lang die Straße innerhalb des Stadtteils ist, sofern sie durch mehrere Stadtteile verläuft.
- Namensherkunft: Ursprung oder Bezug des Namens.
- Datum der Benennung: Jahr der offiziellen Benennung oder der Ersterwähnung eines Namens, bei Unsicherheiten auch die Angabe eines Zeitraums.
- Anmerkungen: Weitere Informationen bezüglich anliegender Institutionen, der Geschichte der Straße, historischer Bezeichnungen, Baudenkmale usw.
- Bild: Foto der Straße oder eines anliegenden Objektes.

| Name/Lage                    | Straßen- schlüssel | Länge/Maße (in Metern) | Namensherkunft | Datum der Benennung | Anmerkungen | Bild                           |
| ---------------------------- | ------------------ | ---------------------- | --- | ------------------- | --- | ------------------------------ |
| Abteistraße (Lage)           | A009               | 0490                   | nach dem ehemals hier gelegenen Zisterzienserinnenkloster Herwardeshude                                           | 1870                | | Abteistraße                    |
| Alfred-Beit-Weg (Lage)       | A073               | 0085                   | Alfred Beit (1853–1906), Gold- und Diamantenmagnat, Mäzen und Stiftungsgründer                                    | 1962                | | Alfred-Beit-Weg                |
| Alsterchaussee (Lage)        | A095               | 0360                   | nach der Bestimmung zur Alster führend                                                                            | 1860                | südliche Straßenhälfte in Rotherbaum | Alsterchaussee                 |
| Alsterkamp (Lage)            | A105               | 0335                   | nach der Flurbezeichnung Alsterkampkoppel                                                                         | 1884                | | Alsterkamp                     |
| Beim Schlump (Lage)          | B221               | 0120 (im Stadtteil)    | Herkunft ungeklärt, 1752 erstmals als „Up dem Schlump“ erwähnt                                                    | 1858                | nur westliche Straßenhälfte zwischen Grindelallee und Bogenstraße in Harvestehude, sonst in Eimsbüttel und Rotherbaum                                                                                    | Beim Schlump                   |
| Bogenallee (Lage)            | B454               | 0180                   | in Anlehnung an die Bogenstraße                                                                                   | 1880                | | Bogenallee                     |
| Bogenstraße (Lage)           | B455               | 0670                   | nach dem Verlauf des südlichsten, zuerst angelegten Teils der Straße                                              | 1877                | südliche Straßenhälfte in Eimsbüttel | Bogenstraße                    |
| Brahmsallee (Lage)           | B535               | 0970                   | Johannes Brahms (1833– 1897), Komponist                                                                           | 1899                | | Brahmsallee                    |
| Eppendorfer Baum (Lage)      | E193               | 0325 (im Stadtteil)    | nach einem gleichnamigen Schlagbaum                                                                               | 1884                | Namensgeber der gleichnamigen Haltestelle der U-Bahn-Linie 3; westliche Straßenhälfte bis Isebekkanal in Eppendorf, südliche Straßenhälfte in Hoheluft-Ost, ab Isebekkanal komplett in Harvestehude      | Eppendorfer Baum               |
| Eppendorfer Brücke (Lage)    | –                  | 0035                   | in Anlehnung an den Eppendorfer Baum                                                                              | 1904                | überquert im Zuge des Eppendorfer Baums den Isebekkanal | Eppendorfer Brücke             |
| Fährdamm (Lage)              | F005               | 0200                   | nach der Funktion zum Fähranleger führend                                                                         | 1948                | südliche Straßenhälfte in Rotherbaum | Fährdamm                       |
| Frauenthal (Lage)            | F209               | 0220                   | in Erinnerung an das Harvestehuder Nonnenkloster, das offiziell Frauental oder Jungfrauental genannt wurde        | 1870                | | Frauenthal                     |
| Grindelberg (Lage)           | G241               | 0740 (im Stadtteil)    | nach der Bezeichnung „Grindel“ für Wald                                                                           | 1858                | südlich der Kreuzung Hallerstraße/Beim Schlump in Rotherbaum | Grindelberg                    |
| Gustav-Falke-Straße (Lage)   | G342               | 0280 (im Stadtteil)    | Gustav Falke (1853–1916), Schriftsteller                                                                          | 1921                | südlich der Bogenstraße in Eimsbüttel | Gustav-Falke-Straße            |
| Hagedornstraße (Lage)        | H035               | 0350                   | Friedrich von Hagedorn (1708–1754), Dichter                                                                       | 1870                | | Hagedornstraße                 |
| Hallerstraße (Lage)          | H064               | 1020                   | Nicolaus Ferdinand Haller (1805–1876), Jurist, Senator und Hamburger Bürgermeister                                | 1868                | 1938 bis 1945: Ostmarkstraße; südliche Straßenhälfte in Rotherbaum | Hallerstraße                   |
| Hansastraße (Lage)           | H119               | 0740                   | Herkunft nicht eindeutig, möglicherweise zur 500. Wiederkehr des Friedens von Stralsund                           | 1870                | | Hansastraße                    |
| Harvestehuder Stieg (Lage)   | H858               | 0150                   | nach der Lage im Stadtteil                                                                                        | 2011                | | Harvestehuder Stieg            |
| Harvestehuder Weg (Lage)     | H157               | 1310 (im Stadtteil)    | nach der Lage im Stadtteil                                                                                        | 1858                | südlich der Hallerstraße in Rotherbaum | Harvestehuder Weg              |
| Heilwigbrücke (Lage)         | –                  | 0025                   | in Anlehnung an die Heilwigstraße                                                                                 | 1904                | überquert im Zuge der Heilwigstraße den Isebekkanal | Heilwigbrücke (Harvestehude)   |
| Heilwigstraße (Lage)         | H269               | 0510 (im Stadtteil)    | Heilwig von der Lippe (* um 1200; † zwischen 1248 und 1250), Gründerin des Nonnenklosters Harvestehude            | 1870                | nördlich des Isebekkanals in Eppendorf | Heilwigstraße (Harvestehude)   |
| Helene-Lange-Straße (Lage)   | H317               | 0130                   | Helene Lange (1848–1930), DDP-Politikerin und Frauenrechtlerin                                                    | 1950                | | Helene-Lange-Straße            |
| Hochallee (Lage)             | H479               | 1295                   | nach der erhöhten Lage                                                                                            | 1870                | | Hochallee                      |
| Hoheluftbrücke (Lage)        | –                  | 0030                   | nach der Lage am Beginn des Stadtteils Hoheluft-West                                                              | 1904                | überquert den Isebekkanal und verbindet die Hoheluftchaussee mit dem Grindelberg; Namensgeberin der gleichnamigen U-Bahn-Haltestelle                                                                     | Hohefluftbrücke                |
| Hohe Weide (Lage)            | H544               | 0270 (im Stadtteil)    | nach dem hochgelegenen Weideland des St. Johannisklosters                                                         | 1881                | südlich der Bogenstraße in Eimsbüttel | Hohe Weide                     |
| Innocentiastraße (Lage)      | I094               | 0760                   | Innozenz IV. (ca. 1195–1254), Papst von 1243 bis 1254                                                             | 1870                | | Innocentiastraße               |
| Isebrücke (Lage)             | –                  | 0025                   | nach Lage und Funktion                                                                                            | 1904                | überquert im Zuge der Oderfelder Straße den Isebekkanal | Isebrücke                      |
| Isestraße (Lage)             | I112               | 1400                   | nach dem parallel verlaufenden Isebekkanal                                                                        | 1870                | | Isestraße                      |
| Jungfrauenthal (Lage)        | J101               | 0380                   | in Erinnerung an das Harvestehuder Nonnenkloster, das offiziell Frauental oder Jungfrauental genannt wurde        | 1870                | | Jungfrauenthal                 |
| Kaiser-Friedrich-Ufer (Lage) | K017               | 0440 (im Stadtteil)    | Friedrich III. (1831–1888), deutscher Kaiser                                                                      | 1912                | südlich der Bogenstraße in Eimsbüttel | Kaiser-Friedrich-Ufer          |
| Klosterallee (Lage)          | K272               | 0345 (im Stadtteil)    | nach dem Harvestehuder Nonnenkloster                                                                              | 1870                | nördlich des Isebekkanals in Hoheluft-Ost | Klosterallee                   |
| Klosteralleebrücke (Lage)    | –                  | 0055                   | in Anlehnung an die Klosterallee                                                                                  | 1904                | überquert im Zuge der Klosterallee den Isebekkanal | Klosteralleebrücke             |
| Klostergarten (Lage)         | K273               | 0170                   | nach dem Harvestehuder Nonnenkloster                                                                              | 1896                | | Klostergarten                  |
| Klosterstern (Lage)          | K275               | 0100 (Durchmesser)     | nach dem Harvestehuder Nonnenkloster                                                                              | 1884                | Namensgeber der gleichnamigen Haltestelle der U-Bahn-Linie 1 | Klosterstern                   |
| Klosterstieg (Lage)          | K276               | 0230                   | nach dem Harvestehuder Nonnenkloster                                                                              | 1885                | nur Fuß- und Radweg | Klosterstieg                   |
| Krugkoppel (Lage)            | K460               | 0170                   | Herkunft unklar, möglicherweise nach einer Flurbezeichnung, eventuell auch nach einem Wirtshaus ähnlichen Namens  | 1891                | | Krugkoppel                     |
| Krugkoppelbrücke (Lage)      | –                  | 0030 (im Stadtteil)    | in Anlehnung an die Krugkoppel                                                                                    | 1904                | überquert die Alster und verbindet die Straßen Fernsicht (auf Winterhuder Seite) und Krugkoppel; lt. Straßenverzeichnis in Harvestehude, lt. Grundkarte nordöstlicher Teil ab Brückenmitte in Winterhude | Krugkoppelbrücke               |
| Mansteinbrücke (Lage)        | –                  | 0030                   | Gustav von Manstein (1805–1877), preußischer General                                                              | 1904                | überquert den Isebekkanal und verbindet die Bogenstraße mit der Mansteinstraße in Hoheluft-West; südliche Brückenhälfte in Eimsbüttel                                                                    | Mansteinbrücke                 |
| Mittelweg (Lage)             | M210               | 0775 (im Stadtteil)    | nach einer volkstümlichen Bezeichnung zur Unterscheidung mehrerer parallel verlaufender Straßen nach Harvestehude | 1858                | südlich der Hallerstraße in Rotherbaum | Mittelweg                      |
| Nonnenstieg (Lage)           | N146               | 0330                   | nach dem Harvestehuder Nonnenkloster                                                                              | 1870                | | Nonnenstieg                    |
| Oberstraße (Lage)            | O013               | 1120                   | nach der Lage auf einem Hochplateau                                                                               | 1870                | | Oberstraße                     |
| Oderfelder Straße (Lage)     | O025               | 0285                   | nach einem ehemaligen Dorf Odersfelde                                                                             | 1870                | | Oderfelder Straße              |
| Parkallee (Lage)             | P032               | 0975                   | frei gewählter Name nach der Lage am Innocentiapark                                                               | 1870                | | Parkallee                      |
| Pöseldorfer Weg (Lage)       | P149               | 0240 (im Stadtteil)    | Herkunft unklar, vermutlich nach einer volkstümlichen Bezeichnung                                                 | 1858                | südlich der Alsterchaussee in Rotherbaum | Pöseldorfer Weg (Harvestehude) |
| Rothenbaumchaussee (Lage)    | R316               | 0940 (im Stadtteil)    | nach einem rot angestrichenen Schlagbaum am Dammtor                                                               | 1858                | Sitz diverser Einrichtungen wie dem Museum am Rothenbaum oder dem NDR; südlich der Hallerstraße in Rotherbaum                                                                                            | Rothenbaumchaussee             |
| Schlankreye (Lage)           | S185               | 0450 (im Stadtteil)    | nach einer alten Bezeichnung für die Weiden an der Isebek, die dem Kloster St. Johannis gehörten                  | 1907                | "Reye" wird eine einseitig bebaute Straße genannt, bezeichnet aber auch einen kleinen Wasserlauf; südlich der Bogenstraße in Eimsbüttel                                                                  | Schlankreye                    |
| Sophienterrasse (Lage)       | S510               | 0430                   | vermutlich nach Maria Sophia Frederica Reimers (1825–1918), Ehefrau des Geländebesitzers J. F. W. Reimers         | 1861                | | Sophienterrasse                |
| St. Benedictstraße (Lage)    | S568               | 0450                   | Benedikt von Nursia (um 480–547), Abt und Ordensgründer                                                           | 1870                | Benedikt von Nursia ist der Schutzpatron des Harvestehuder Nonnenklosters. | St. Benedictstraße             |
| Streekbrücke (Lage)          | –                  | 0025 (im Stadtteil)    | nach einem Teil des Alsterufers (ndt. Streek = Strich, Linie)                                                     | 1904                | überquert die Alster und verbindet die Winterhuder Maria-Louisen-Straße mit der St.- Benedict-Straße; östlicher Teil in Winterhude                                                                       | Streekbrücke                   |
| Werderstraße (Lage)          | W175               | 0580                   | August von Werder (1808–1887), preußischer General                                                                | 1871                | | Werderstraße                   |